# Wahlkreis Cuneo (Camera dei deputati)
Der Wahlkreis Cuneo war von 1993 bis 2005 und ist seit 2017 wieder ein Wahlkreis (italienisch collegio elettorale) für die Wahl der Abgeordnetenkammer.

## Von 1993 bis 2005

### Wahlkreisgebiet
Der Wahlkreis umfasste 38 Gemeinden: Aisone, Argentera, Bernezzo, Borgo San Dalmazzo, Boves, Busca, Caraglio, Castelletto Stura, Castelmagno, 
Centallo, Cervasca, Costigliole Saluzzo, Cuneo, Demonte, Entracque, Gaiola, Limone Piemonte, Moiola, Montanera, Montemale di Cuneo, Monterosso Grana, Pietraporzio, Pradleves, Rittana, Roaschia, Robilante, Roccasparvera, Roccavione, Sambuco, Tarantasca, Valdieri, Valgrana, Valloriate, Vernante, Vignolo, Villafalletto, Vinadio und Vottignasco.

### Wahlergebnisse

#### Parlamentswahl 1994

##### Direktstimmen
| Kandidaten               | Kandidaten             | Parteien                                 | Stimmen | %    |
| ------------------------ | ---------------------- | ---------------------------------------- | ------- | ---- |
|                          | Domenico Cominogewählt | Polo delle Libertà (FI – LN – CCD – UdC) | 45.203  | 48,5 |
|                          | Pier Giorgio Peano     | Patto per l’Italia                       | 25.843  | 27,8 |
|                          | Ugo Sturlese           | Progressisti                             | 17.161  | 18,4 |
|                          | Paolo Chiarenza        | Alleanza Nazionale                       | 4.917   | 5,3  |
| Gesamt                   | Gesamt                 | Gesamt                                   | 93.124  | 100  |
|                          |                        |                                          |         |      |
| Ungültige Stimmen        | Ungültige Stimmen      | Ungültige Stimmen                        | 6.968   | 7,0  |
| Wähler                   | Wähler                 | Wähler                                   | 100.092 | 91,1 |
| Wahlberechtigte          | Wahlberechtigte        | Wahlberechtigte                          | 109.879 |      |
|                          |                        |                                          |         |      |
| Quelle: Innenministerium |                        |                                          |         |      |

##### Listenstimmen
| Parteien                             | Parteien             | Parteien                           | Stimmen | %    |
| ------------------------------------ | -------------------- | ---------------------------------- | ------- | ---- |
|                                      | Polo delle Libertà   | Lega Nord                          | 25.610  | 27,7 |
| Forza Italia                         | Polo delle Libertà   | 19.357                             | 20,9    |      |
| ↳ Gesamt                             | Polo delle Libertà   | 44.967                             | 48,7    |      |
|                                      | Patto per l’Italia   | Partito Popolare Italiano          | 20.300  | 22,0 |
|                                      | Progressisti         | Partito Democratico della Sinistra | 7.567   | 8,2  |
| Federazione dei Verdi                | Progressisti         | 3.456                              | 3,7     |      |
| Partito della Rifondazione Comunista | Progressisti         | 2.906                              | 3,1     |      |
| Alleanza Democratica                 | Progressisti         | 1.507                              | 1,6     |      |
| La Rete                              | Progressisti         | 1.377                              | 1,5     |      |
| Partito Socialista Italiano          | Progressisti         | 959                                | 1,0     |      |
| ↳ Gesamt                             | Progressisti         | 17.772                             | 19,2    |      |
|                                      | Lista Marco Pannella | Lista Marco Pannella               | 4.707   | 5,1  |
|                                      | Alleanza Nazionale   | Alleanza Nazionale                 | 4.679   | 5,1  |
| Gesamt                               | Gesamt               | Gesamt                             | 92.425  | 100  |
|                                      |                      |                                    |         |      |
| Ungültige Stimmen                    | Ungültige Stimmen    | Ungültige Stimmen                  | 7.668   | 7,7  |
| Wähler                               | Wähler               | Wähler                             | 100.093 | 91,1 |
| Wahlberechtigte                      | Wahlberechtigte      | Wahlberechtigte                    | 109.879 |      |
|                                      |                      |                                    |         |      |
| Quelle: Innenministerium             |                      |                                    |         |      |

#### Parlamentswahl 1996

##### Direktstimmen
| Kandidaten               | Kandidaten                | Parteien            | Stimmen | %    |
| ------------------------ | ------------------------- | ------------------- | ------- | ---- |
|                          | Mario Lucio Barralgewählt | Lega Nord           | 31.229  | 35,2 |
|                          | Giovenale Gerbaudo        | L’Ulivo             | 30.085  | 33,9 |
|                          | Teresio Delfino           | Polo per le Libertà | 27.379  | 30,9 |
| Gesamt                   | Gesamt                    | Gesamt              | 88.693  | 100  |
|                          |                           |                     |         |      |
| Ungültige Stimmen        | Ungültige Stimmen         | Ungültige Stimmen   | 7.358   | 7,7  |
| Wähler                   | Wähler                    | Wähler              | 96.051  | 87,0 |
| Wahlberechtigte          | Wahlberechtigte           | Wahlberechtigte     | 110.446 |      |
|                          |                           |                     |         |      |
| Quelle: Innenministerium |                           |                     |         |      |

##### Listenstimmen
| Parteien                           | Parteien                             | Parteien                                          | Stimmen | %    |
| ---------------------------------- | ------------------------------------ | ------------------------------------------------- | ------- | ---- |
|                                    | Polo per le Libertà                  | Forza Italia                                      | 18.354  | 20,6 |
| CCD – CDU                          | Polo per le Libertà                  | 8.386                                             | 9,4     |      |
| Alleanza Nazionale                 | Polo per le Libertà                  | 5.720                                             | 6,4     |      |
| ↳ Gesamt                           | Polo per le Libertà                  | 32.460                                            | 36,5    |      |
|                                    | Lega Nord                            | Lega Nord                                         | 30.215  | 34,0 |
|                                    | L’Ulivo                              | Popolari per Prodi (PPI – SVP – PRI – UD – Prodi) | 9.275   | 10,4 |
| Partito Democratico della Sinistra | L’Ulivo                              | 8.795                                             | 9,9     |      |
| Federazione dei Verdi              | L’Ulivo                              | 1.916                                             | 2,2     |      |
| ↳ Gesamt                           | L’Ulivo                              | 19.986                                            | 22,5    |      |
|                                    | Partito della Rifondazione Comunista | Partito della Rifondazione Comunista              | 4.166   | 4,7  |
|                                    | Lista Pannella – Sgarbi              | Lista Pannella – Sgarbi                           | 1.709   | 1,9  |
|                                    | Mani Pulite                          | Mani Pulite                                       | 353     | 0,4  |
| Gesamt                             | Gesamt                               | Gesamt                                            | 88.889  | 100  |
|                                    |                                      |                                                   |         |      |
| Ungültige Stimmen                  | Ungültige Stimmen                    | Ungültige Stimmen                                 | 7.162   | 7,5  |
| Wähler                             | Wähler                               | Wähler                                            | 96.051  | 87,0 |
| Wahlberechtigte                    | Wahlberechtigte                      | Wahlberechtigte                                   | 110.446 |      |
|                                    |                                      |                                                   |         |      |
| Quelle: Innenministerium           |                                      |                                                   |         |      |

#### Parlamentswahl 2001

##### Direktstimmen
| Kandidaten               | Kandidaten                 | Parteien           | Stimmen | %    |
| ------------------------ | -------------------------- | ------------------ | ------- | ---- |
|                          | Teresio Delfinogewählt     | Casa delle Libertà | 41.821  | 48,0 |
|                          | Guido Lerda                | L’Ulivo            | 33.975  | 39,0 |
|                          | Walter Cesana              | Lista Di Pietro    | 6.581   | 7,6  |
|                          | Donatella Capra Martinelli | Democrazia Europea | 4.729   | 5,4  |
| Gesamt                   | Gesamt                     | Gesamt             | 87.106  | 100  |
|                          |                            |                    |         |      |
| Ungültige Stimmen        | Ungültige Stimmen          | Ungültige Stimmen  | 7.727   | 8,1  |
| Wähler                   | Wähler                     | Wähler             | 94.833  | 85,2 |
| Wahlberechtigte          | Wahlberechtigte            | Wahlberechtigte    | 111.348 |      |
|                          |                            |                    |         |      |
| Quelle: Innenministerium |                            |                    |         |      |

##### Listenstimmen
| Parteien                       | Parteien                             | Parteien                               | Stimmen | %    |
| ------------------------------ | ------------------------------------ | -------------------------------------- | ------- | ---- |
|                                | Casa delle Libertà                   | Forza Italia                           | 25.058  | 28,9 |
| Lega Nord                      | Casa delle Libertà                   | 10.026                                 | 11,6    |      |
| Alleanza Nazionale             | Casa delle Libertà                   | 6.646                                  | 7,7     |      |
| CCD – CDU                      | Casa delle Libertà                   | 3.430                                  | 4,0     |      |
| Nuovo PSI                      | Casa delle Libertà                   | 367                                    | 0,4     |      |
| ↳ Gesamt                       | Casa delle Libertà                   | 45.527                                 | 52,5    |      |
|                                | L’Ulivo                              | La Margherita (Dem – PPI – RI – Udeur) | 14.319  | 16,5 |
| Democratici di Sinistra        | L’Ulivo                              | 9.822                                  | 11,3    |      |
| Il Girasole (FdV – SDI)        | L’Ulivo                              | 1.441                                  | 1,7     |      |
| Partito dei Comunisti Italiani | L’Ulivo                              | 942                                    | 1,1     |      |
| ↳ Gesamt                       | L’Ulivo                              | 26.524                                 | 30,6    |      |
|                                | Lista Di Pietro                      | Lista Di Pietro                        | 5.291   | 6,1  |
|                                | Lista Emma Bonino                    | Lista Emma Bonino                      | 3.399   | 3,9  |
|                                | Democrazia Europea                   | Democrazia Europea                     | 2.650   | 3,1  |
|                                | Partito della Rifondazione Comunista | Partito della Rifondazione Comunista   | 2.630   | 3,0  |
|                                | Fiamma Tricolore                     | Fiamma Tricolore                       | 548     | 0,6  |
|                                | Abolizione Scorporo                  | Abolizione Scorporo                    | 94      | 0,1  |
| Gesamt                         | Gesamt                               | Gesamt                                 | 86.663  | 100  |
|                                |                                      |                                        |         |      |
| Ungültige Stimmen              | Ungültige Stimmen                    | Ungültige Stimmen                      | 8.169   | 8,6  |
| Wähler                         | Wähler                               | Wähler                                 | 94.832  | 85,2 |
| Wahlberechtigte                | Wahlberechtigte                      | Wahlberechtigte                        | 111.348 |      |
|                                |                                      |                                        |         |      |
| Quelle: Innenministerium       |                                      |                                        |         |      |

## Von 2017 bis 2020

### Wahlkreisgebiet
Der Wahlkreis umfasste Gemeinden: 

### Wahlergebnisse

#### Parlamentswahl 2018
| Kandidaten               | Kandidaten             | Stimmen | %    | Listen                         | Stimmen | %    |
| ------------------------ | ---------------------- | ------- | ---- | ------------------------------ | ------- | ---- |
|                          | Flavio Gastaldigewählt | 76.607  | 46,7 | Lega                           | 44.961  | 27,4 |
| Forza Italia             | Flavio Gastaldigewählt | 76.607  | 46,7 | 22.215                         | 13,5    |      |
| Fratelli d’Italia        | Flavio Gastaldigewählt | 76.607  | 46,7 | 7.936                          | 4,8     |      |
| Noi con l’Italia – UDC   | Flavio Gastaldigewählt | 76.607  | 46,7 | 1.495                          | 0,9     |      |
|                          | Andrea Olivero         | 39.480  | 24,1 | Partito Democratico            | 30.056  | 18,3 |
| +Europa                  | Andrea Olivero         | 39.480  | 24,1 | 6.861                          | 4,2     |      |
| Civica Popolare          | Andrea Olivero         | 39.480  | 24,1 | 1.854                          | 1,1     |      |
| Italia Europa Insieme    | Andrea Olivero         | 39.480  | 24,1 | 709                            | 0,4     |      |
|                          | Mirella Ramonda        | 36.701  | 22,4 | Movimento 5 Stelle             | 36.701  | 22,4 |
|                          | Barbara Luisa Giolitti | 4.821   | 2,9  | Liberi e Uguali                | 4.821   | 2,9  |
|                          | Simone Borio           | 1.897   | 1,2  | Potere al Popolo!              | 1.897   | 1,2  |
|                          | Denis Ferraris         | 1.472   | 0,9  | Il Popolo della Famiglia       | 1.472   | 0,9  |
|                          | Rebecca Bond           | 1.452   | 0,9  | CasaPound Italia               | 1.452   | 0,9  |
|                          | Sonja Simondi          | 862     | 0,5  | Italia agli Italiani (FT – FN) | 862     | 0,5  |
|                          | Cinzia Gotta           | 842     | 0,5  | Partito Valore Umano           | 842     | 0,5  |
| Gesamt                   | Gesamt                 | 164.134 | 100  |                                | 164.134 | 100  |
|                          |                        |         |      |                                |         |      |
| Ungültige Stimmen        | Ungültige Stimmen      | 7.848   | 4,6  |                                |         |      |
| Wähler                   | Wähler                 | 171.982 | 77,3 |                                |         |      |
| Wahlberechtigte          | Wahlberechtigte        | 222.586 |      |                                |         |      |
|                          |                        |         |      |                                |         |      |
| Quelle: Innenministerium |                        |         |      |                                |         |      |

## Seit 2020

### Wahlkreisgebiet
| Wahlkreise – Camera dei deputati – Piemont | Wahlkreise – Camera dei deputati – Piemont  | Wahlkreise – Camera dei deputati – Piemont |
| Provinz                                    | Provinz                                     | Gemeinden nach Provinzen ⮞ Wahlkreis |
| ------------------------------------------ | ------------------------------------------- | --- |
|                                            | Metropolitanstadt Turin (312 Gemeinden)     | Teil Turins ⮞ Wahlkreis Turin – Circoscrizione 2 Teil Turins ⮞ Wahlkreis Turin – Circoscrizione 3 186 ⮞ Wahlkreis Chieri 22 ⮞ Wahlkreis Collegno 103 ⮞ Wahlkreis Moncalieri |
|                                            | Provinz Alessandria (187 Gemeinden)         | alle ⮞ Wahlkreis Alessandria |
|                                            | Provinz Asti (118 Gemeinden)                | alle ⮞ Wahlkreis Asti |
|                                            | Provinz Biella (74 Gemeinden)               | alle ⮞ Wahlkreis Vercelli |
|                                            | Provinz Cuneo (247 Gemeinden)               | 169 ⮞ Wahlkreis Cuneo 78 ⮞ Wahlkreis Asti |
|                                            | Provinz Novara (87 Gemeinden)               | 78 ⮞ Wahlkreis Novara 9 ⮞ Wahlkreis Vercelli |
|                                            | Provinz Verbano-Cusio-Ossola (74 Gemeinden) | alle ⮞ Wahlkreis Novara |
|                                            | Provinz Vercelli (82 Gemeinden)             | alle ⮞ Wahlkreis Vercelli |

Der Wahlkreis umfasst 169 Gemeinden der Provinz Cuneo.

### Wahlergebnisse

#### Parlamentswahl 2022
| Kandidaten                          | Kandidaten             | Stimmen | %    | Listen                                                  | Stimmen | %    |
| ----------------------------------- | ---------------------- | ------- | ---- | ------------------------------------------------------- | ------- | ---- |
|                                     | Monica Ciaburrogewählt | 108.479 | 53,4 | Fratelli d’Italia                                       | 63.988  | 31,5 |
| Lega per Salvini Premier            | Monica Ciaburrogewählt | 108.479 | 53,4 | 25.683                                                  | 12,6    |      |
| Forza Italia                        | Monica Ciaburrogewählt | 108.479 | 53,4 | 17.739                                                  | 8,7     |      |
| Noi Moderati                        | Monica Ciaburrogewählt | 108.479 | 53,4 | 1.069                                                   | 0,5     |      |
|                                     | Luca Pione             | 50.712  | 25,0 | Partito Democratico – Italia Democratica e Progressista | 34.856  | 17,2 |
| +Europa                             | Luca Pione             | 50.712  | 25,0 | 8.597                                                   | 4,2     |      |
| Alleanza Verdi e Sinistra           | Luca Pione             | 50.712  | 25,0 | 6.284                                                   | 3,1     |      |
| Impegno Civico – Centro Democratico | Luca Pione             | 50.712  | 25,0 | 975                                                     | 0,5     |      |
|                                     | Enrico Costa           | 19.940  | 9,8  | Azione – Italia Viva                                    | 19.940  | 9,8  |
|                                     | Rosina Serratore       | 13.119  | 6,5  | Movimento 5 Stelle                                      | 13.119  | 6,5  |
|                                     | Paolo Radosta          | 5.099   | 2,5  | Italexit per l’Italia                                   | 5.099   | 2,5  |
|                                     | Federico Musso         | 3.185   | 1,6  | Italia Sovrana e Popolare                               | 3.185   | 1,6  |
|                                     | Aniello Fierro         | 2.655   | 1,3  | Unione Popolare                                         | 2.655   | 1,3  |
| Gesamt                              | Gesamt                 | 203.189 | 100  |                                                         | 203.189 | 100  |
|                                     |                        |         |      |                                                         |         |      |
| Ungültige Stimmen                   | Ungültige Stimmen      | 12.128  | 5,6  |                                                         |         |      |
| Wähler                              | Wähler                 | 215.317 | 69,0 |                                                         |         |      |
| Wahlberechtigte                     | Wahlberechtigte        | 311.975 |      |                                                         |         |      |
|                                     |                        |         |      |                                                         |         |      |
| Quelle: Innenministerium            |                        |         |      |                                                         |         |      |